# 鄭世彬

鄭世彬(チェン　スペンサー／チェン　スウビン）（1980年5月10日 - ）は、日本薬粧研究家、ドラッグストア研究家、日中翻譯、作家。
台湾台南人。
ドラッグストア研究家。
日本コスメ・OTC医薬品情報作家。
日中翻訳家。
日中翻訳経歴は10年以上を持ち、2011年から作家デビュー。
日本コスメ・OTC医薬品に関する買物情報専門誌を多数執筆。
現在、執筆活動のほか、日本コスメ商品情報アンテナとして、
台湾各地でセミナー、日本国内のメーカーに対する訪日コンサルティングを行っている。他、日本コスメ情報を発信するFACEBOOKページ日本藥粧研究室！ (JAPANCOSMELAB) - Facebook主宰。

## 作品

### 著作作品－台灣地區[1]
| 作品名称                                                                                   | 出版社                   | ISBN               | 出版日期   |
| 『東京小旅及保健採購地圖: 外用藥篇』                                                       | 大康出版社               | ISBN 9789866353215 | 2012/02/01 |
| 『東京小旅及保健採購地圖: 內服藥篇』                                                       | 大康出版社               | ISBN 9789866353239 | 2012/07/01 |
| 『東京藥妝美研購』                                                                         | 晶冠出版有限公司         | ISBN 9789866211904 | 2012/11/20 |
| 『日本購藥指南: OTC醫藥品事典』                                                            | 大康出版社               | ISBN 9789866353260 | 2013/02/01 |
| 『首爾美研購: 攻陷人氣榜的美妝就要這樣買』                                                 | 晶冠出版有限公司         | ISBN 9789865852146 | 2013/08/27 |
| 『東京藥妝美研購 2: 東京藥妝搜查最前線』                                                   | 晶冠出版有限公司         | ISBN 9789865852214 | 2013/12/31 |
| 『日本回遊：關東篇 Go！Japan Again！食+宿+遊+買+逛，日本旅遊回頭客私藏的60個定番提案！』   | 帕斯頓數位多媒體有限公司 | ISBN 9789869056526 | 2014/06/18 |
| 『日本家庭藥：34家日本藥廠的過去與現在，老藥起源Ｘ歷史沿革Ｘ長銷藥品』                     | 帕斯頓數位多媒體有限公司 | ISBN 9789869126106 | 2015/01/10 |
| 『日本藥妝美研購：一本東京.大阪.金澤，藥妝控必備的爆買攻略』                               | 晶冠出版有限公司         | ISBN 9789865852566 | 2015/07/28 |
| 『日本藥妝美研購2：日本藥妝美研購2：藥妝控必看！東京‧奈良‧北海道藥妝店爆買，一本全搞定！』 | 晶冠出版有限公司         | ISBN 9789865852719 | 2016/03/28 |

### 著作作品－其他地區
| 作品名称                                                 | 出版社           | ISBN                | 出版日期   |
| 『东京美妆品购物全书』(東京藥妝美研購簡體中文版本)郑世彬 | 中国轻工业出版社 | ISBN：9787501996711 | 2014/04/01 |
| 『首爾美妝品購物全書』(首爾美研購簡體中文版本)郑世彬     | 中国轻工业出版社 | ISBN：9787501990375 | 2014/04/01 |
| 『爆買いの正体』鄭世彬                                   | 飛鳥新社(日本)   | ISBN：4864104719    | 2016/02/16 |

## 相關刊登

### 雑誌；新聞
| 雜誌名稱                                               | 刊登／受訪內容                                                                                    | 出版日期   |
| な～るほど・ザ・台湾                                   | 「なぜ日本の薬 コスメに夢中なのか」日本薬粧研究家－鄭世彬                                         | 2012/12    |
| CanCan                                                 | 東京藥妝美研購                                                                                    | 2013/01    |
| 日経MJ                                                 | 密着！『爆買い』事情(東京藥妝搜查最前線)                                                          | 2015/03/18 |
| WATTENTION TOKYO＋2015.04                              | 日本薬粧專欄－エスプリーク ひんやりタッチ BBスプレー UV 50                                        | 2015/04    |
| 週刊現代                                               | ああ勘違い⋯中国人が読んでいる 「日本ガイドＢＯＯＫ」(东京美妆品购物全书)                          | 2015/05/30 |
| President                                              | 仕掛け人が激白！ 「爆買い商品はこうつくれ」                                                       | 2015/06    |
| 行遍天下 2015.06                                       | Malon. by TBC                                                                                     | 2015/06/01 |
| 行遍天下 2015.08                                       | Blanche Blanche                                                                                   | 2015/08/01 |
| WATTENTION TOKYO＋ 2015.08                             | 我的私房推薦景點－日本薬粧研究家鄭世彬                                                            | 2015/08    |
| 國家地理雜誌 2015.08                                   | 新書推薦－為何要看日本藥妝美研購？                                                                | 2015/08    |
| 週刊東洋經濟 中国人の攻略法 2015.08.22                 | 爆買い旅行者の正体                                                                                | 2015/08/22 |
| 週刊東洋經濟 ストレスチェックがやって来た！ 2015.12.19 | マツモト包囲網の壮絶（インタービュー）                                                            | 2015/12/19 |
| ms.green 漫画アプリ 2015.12.22                         | 店に置いてあるのに、何で売ってくれない？                                                          | 2015/12/22 |
| ドラッグトピックス 2016.01.04                          | 家庭薬メーカーから見るインバウンドの現状と近い未来                                                | 2016/01/04 |
| 日本經濟新聞 2016.01.15                                | （フォーカス）鄭世彬さん 日本のドラッグ店中国語ガイドを出版 新製品即チェック、爆買い客の先達      | 2016/01/15 |
| YAHOO!ニュース 2016.02.01                              | 「爆買いの仕掛け人」に聞く【前編】 元祖「爆買い」は90年代の台湾人                                 | 2016/02/01 |
| 日経bp社 2016.02.01                                    | 「爆買いの仕掛け人」に聞く【前編】 元祖「爆買い」は90年代の台湾人                                 | 2016/02/01 |
| 日刊サイゾー 2016.02.12                                | 中国人の次なるターゲットは高級ドライヤー!? 「爆買い仕掛け人」に聞く、日本のインバウンドの未来     | 2016/02/12 |
| 日経bp社 2016.02.15                                    | 「爆買いの仕掛け人」に聞く【後編】 買いだめは華人の本能。一過性のものではない                     | 2016/02/15 |
| BIGtomorrow 2016年6月号 No.432 2016.04.25              | ★大ヒットの仕掛人-その頭の中身-「爆買い」の仕掛人！中国・台湾人に日本の薬局を紹介したら大人気に！ | 2016/04/25 |
| 中国人の攻略法―週刊東洋経済ｅビジネス新書Ｎｏ．１３８  | 中国人の攻略法                                                                                    | 2016/07/31 |
| Forbes JAPAN                                           | 中国人が神と崇める意外な家庭薬                                                                    | 2016/08/25 |
| 日経MJ                                                 | 「神薬」磨き中国客つかむ                                                                          | 2016/09/02 |

### テレビ
| 節目名稱                        | 刊登／受訪內容                                                                     | 電視台                       |
| [WBS]ワールドビジネスサテライト | (2015/8/10)爆買いの新定番“神薬”ドラッグストア研究家・鄭世彬 日本薬粧研究家－鄭世彬 | テレビ東京（TV TOKYO)        |
| とくダネ                        | (2015/9/8)日本の“神薬”を中国人が「爆買い」！ 荘口が最新事情を探る 日本藥妝美研購   | フジテレビ（Fuji Television) |
| Nスタ                           | (2016/2/1)◆春節目前 爆買いのヒット商品仕掛け人に密着！ 知られざる法則をホリダス    | TBS                          |
| 中天新聞                        | (2016/2/3)◆日媒:赴日"爆買" 台灣才是始祖                                            | 中天電視台                   |
| 中視新聞                        | (2016/2/4)◆台南作家著書介紹日藥妝                                                  | 中視                         |
| 寰宇新聞                        | (2016/2/4)日媒:赴日"爆買" 台灣才是始祖                                             | 寰宇(ＭＯＤ)                 |
| あさチャン                      | (2016/2/10)春節到来！今年も”神薬”を爆買い                                          | TBS                          |
| 非凡新聞                        | (2016/6/21)中國訪日爆買趨勢                                                        | 非凡                         |

## 相關連結
- 日本藥粧研究室！ (JAPANCOSMELAB) - Facebook
- 日本薬粧研究室！ (JAPANCOSMELAB) - Facebook
- 日本GO！藥品美妝購！ (JAPANCOSMELAB) - Facebook
- 日本薬粧研究家－鄭世彬 - 新浪微博（簡体字中国語）
- 日本薬粧研究室㊣☆日本回遊☆東京藥妝美研購！
- TPE所屬タレント情報－－鄭世彬 - ウェイバックマシン（2023年2月10日アーカイブ分）
- 鄭 世彬 - ウェイバックマシン（2021年9月23日アーカイブ分） - TWIN PLANET